# Луций Корнелий Цинна (консул-суффект 32 года до н. э.)
Лу́ций Корне́лий Ци́нна (лат. Lucius Cornelius Cinna; I век до н. э.) — римский военачальник и политический деятель из патрицианского рода Корнелиев Цинн, консул-суффект 32 года до н. э.

## Биография
Луций Корнелий Цинна, предположительно, приходился сыном претору 44 года до н. э., носившему такое же имя.
В 44 году до н. э. Луций Корнелий был квестором при Публии Корнелии Долабелле: он должен был привести в Сирию отряд конницы, но в Фессалии его люди перешли на сторону Марка Юния Брута. В 32 году до н. э. Луций был консулом-суффектом, а позднее, в 20-е годы до н. э., он состоял в коллегии арвальских братьев.

## Семья
Луций Корнелий был женат на дочери Гнея Помпея Магна и его третьей жены Муции Терции, вдове Фавста Корнелия Суллы. Она родила Цинне двух детей: сына, Гнея Корнелия Цинну Магна, и дочь, Помпею Магну.